# FKBP11
FKBP11 (англ. FK506 binding protein 11) – білок, який кодується однойменним геном, розташованим у людей на 12-й хромосомі. Довжина поліпептидного ланцюга білка становить 201 амінокислот, а молекулярна маса — 22 180.
| 10         |  | 20         |  | 30         |  | 40         |  | 50         |
| ---------- |  | ---------- |  | ---------- |  | ---------- |  | ---------- |
| MTLRPSLLPL |  | HLLLLLLLSA |  | AVCRAEAGLE |  | TESPVRTLQV |  | ETLVEPPEPC |
| AEPAAFGDTL |  | HIHYTGSLVD |  | GRIIDTSLTR |  | DPLVIELGQK |  | QVIPGLEQSL |
| LDMCVGEKRR |  | AIIPSHLAYG |  | KRGFPPSVPA |  | DAVVQYDVEL |  | IALIRANYWL |
| KLVKGILPLV |  | GMAMVPALLG |  | LIGYHLYRKA |  | NRPKVSKKKL |  | KEEKRNKSKK |
| K          |  |            |  |            |  |            |  |            |

A: Аланін

C: Цистеїн

D: Аспарагінова кислота

E: Глутамінова кислота

F: Фенілаланін

G: Гліцин

H: Гістидин

I: Ізолейцин

K: Лізин

L: Лейцин

M: Метіонін

N: Аспарагін

P: Пролін

Q: Глутамін

R: Аргінін

S: Серин

T: Треонін

V: Валін

W: Триптофан

Кодований геном білок за функціями належить до ізомераз, ротамаз. 
Задіяний у такому біологічному процесі, як альтернативний сплайсинг. 
Локалізований у мембрані.